# Niederndodeleben

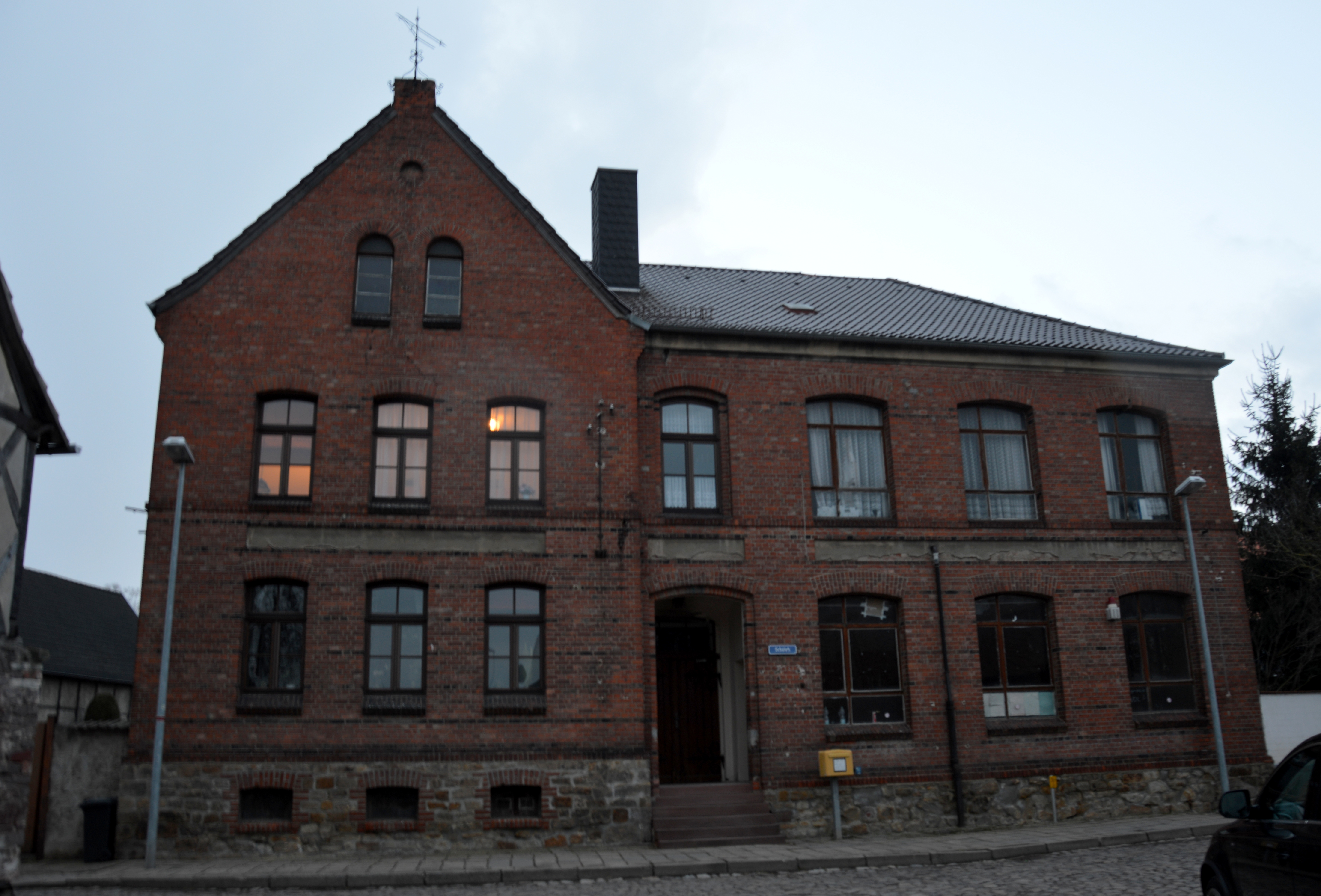
Postamt Niederndodeleben

Niederndodeleben ist ein Ortsteil der Einheitsgemeinde Hohe Börde im Landkreis Börde in Sachsen-Anhalt. Bis zum 1. Januar 2010 war Niederndodeleben eine eigenständige Gemeinde, die von der Verwaltungsgemeinschaft Hohe Börde verwaltet wurde. Die Ortschaft ist mit über 4.500 Einwohnern die größte in der Gemeinde Hohe Börde. Besonders nach der Wende verzeichnete man bis heute eine Verdopplung der Einwohnerzahlen. Besonders beliebt bei den Einwohnern ist die Nähe zu der Stadt Magdeburg.

## Lage
Niederndodeleben liegt in der Magdeburger Börde etwa neun Kilometer westlich des Stadtzentrums von Magdeburg. Umliegende Ortschaften sind Irxleben im Norden, die Magdeburger Stadtteile Alt Olvenstedt, Diesdorf und Sudenburg im Osten, Ottersleben im Südosten, Hohendodeleben im Süden, Domersleben und Klein Rodensleben im Südwesten sowie Wellen im Westen.

## Geschichte

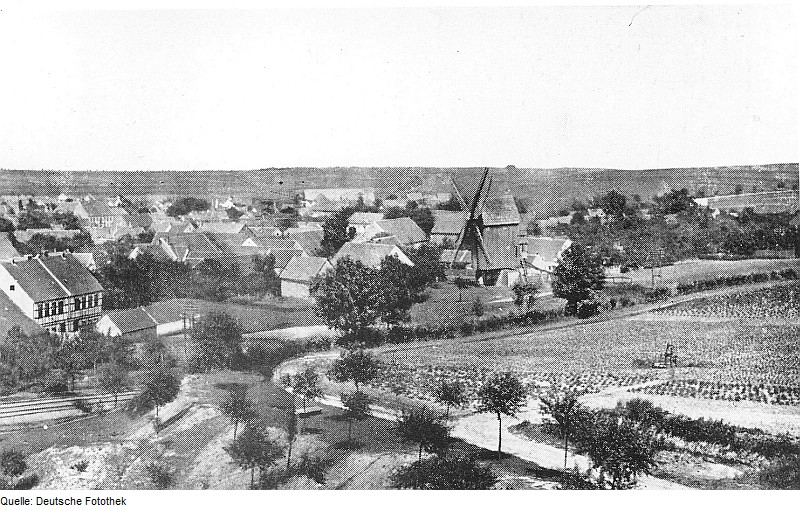
Teilansicht von Niederndodeleben mit Windmühle (1907)

Am 21. September 937 ist die erste urkundliche Erwähnung in einer Schenkungsurkunde Otto I. an das Mauritiuskloster. Damals trug diese Gemeinde den Namen Dudolon. Im Laufe der Zeit wandelten sich die Namen immer weiter ab.
Aus romanischer Zeit stammt die einstige Wehrkirche St. Peter und Paul. Von der Orgel, die Heinrich Compenius der Jüngere 1611 baute, sind noch Originalteile im heutigen Werk enthalten.
In der zweiten Hälfte des 12. Jahrhunderts wurde mit dem Bau der Kirche St. Stephanus im bis zum 1. Juli 1950 selbständigen Dorf Schnarsleben begonnen. Schnarsleben wurde am 28. Juni 1152 erstmals urkundlich erwähnt. In der Urkunde bestätigt Bischof Ulrich von Halberstadt dem Kloster Hillersleben seine Besitzungen.
Der Aufruf zur Gründung der ehemaligen Ost-SPD (damals SDP), wurde am 26. August 1989 in dem Mauritiushaus öffentlich gemacht. Es fand ebenso die erste Klausurtagung des Vorstandes hier statt.
Am 1. Januar 2010 schlossen sich die bis dahin selbstständigen Gemeinden Niederndodeleben, Ackendorf, Bebertal, Eichenbarleben, Groß Santersleben, Hermsdorf, Hohenwarsleben, Irxleben, Nordgermersleben, Ochtmersleben, Schackensleben und Wellen zur neuen Gemeinde Hohe Börde zusammen.
Der Ortsnamensbestandteil -leben ist dort erläutert.

## Religion

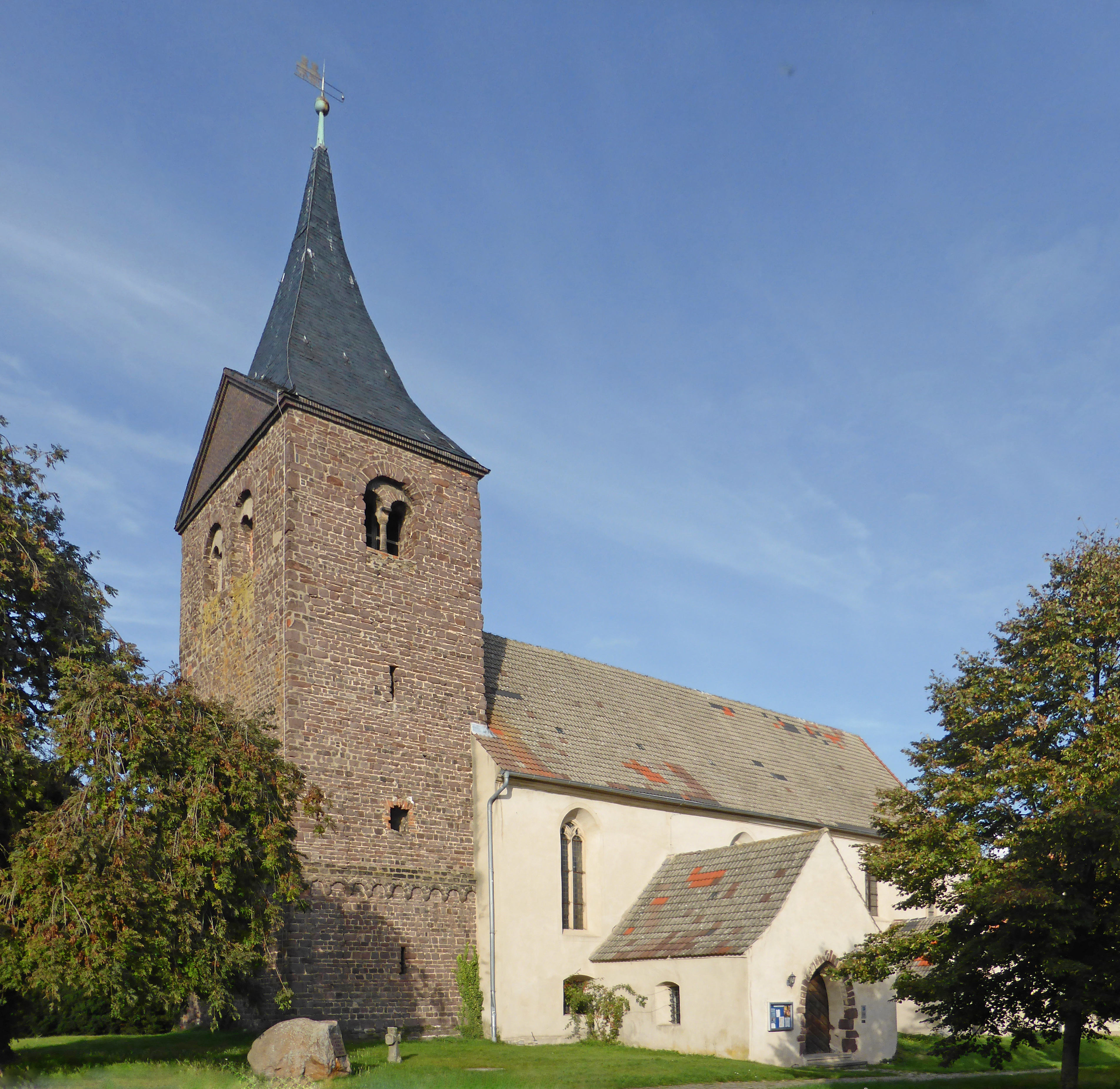
Kirche St. Peter und Paul in Niederndodeleben

### Evangelische Kirche
Niederndodeleben wurde durch die Reformation protestantisch.
Zur evangelischen Kirchengemeinde Niederndodeleben-Schnarsleben gehören die St.-Peter-und-Paul-Kirche in Niederndodeleben und die St.-Stephanus-Kirche in Schnarsleben.
Zum Pfarrbereich Niederndodeleben-Irxleben gehört darüber hinaus auch die St.-Nicolai-Kirche in Eichenbarleben, die St.-Laurentius-Kirche in Hermsdorf, die St.-Benedikt-Kirche in Hohenwarsleben, die Kirche in Irxleben, die St.-Andreas-Kirche in Mammendorf, die St.-Petri-Kirche in Ochtmersleben und die St.-Christophorus-Kirche in Wellen. Der Pfarrbereich Niederndodeleben-Irxleben ist dem Kirchenkreis Haldensleben-Wolmirstedt der Evangelischen Kirche in Mitteldeutschland zugeordnet.

### Römisch-katholische Kapelle
Nach dem Zweiten Weltkrieg kamen durch die Flucht und Vertreibung Deutscher aus Mittel- und Osteuropa wieder Katholiken in größerer Zahl nach Niederndodeleben und in die umliegenden Ortschaften, sodass am 1. März 1955 der Saal einer Gaststätte gemietet und seitens der Pfarrei St. Marien in Magdeburg-Sudenburg bis 1977 als Kapelle genutzt wurde. Danach fanden katholische Gottesdienste in Niederndodeleben noch bis Ende 2003 in einem Raum der evangelischen Gemeinde statt. Zur Errichtung einer katholischen Kirchengemeinde kam es in Niederndodeleben nicht. Die Gaststätte stand auf dem Grundstück Magdeburger Straße 14 und wurde inzwischen abgerissen, heute befindet sich dort eine Apotheke. Heute gehören Katholiken in Niederndodeleben zur Pfarrei St. Maria mit Sitz in Magdeburg, und somit zum Bistum Magdeburg. Eine nahegelegene katholische Kirche ist auch die St.-Joseph-Kirche in Neu Olvenstedt.

## Politik
Für den Ortsteil Niederndodeleben wurde eine Ortschaftsverfassung eingeführt. Der Ortschaftsrat von Niederndodeleben besteht aus 9 Mitgliedern.
Ortsbürgermeister ist Jens Göttinger (Stand 2023).

### Wappen
Das Wappen wurde am 5. Oktober 1937 durch den Oberpräsidenten der Provinz Sachsen verliehen.
Blasonierung: „Geteilt von Rot und Silber; unten eine blaue Blüte der Wegwarte oder Zichorie (Cichorium intybus).“
Der rot-silbern geteilte Schild ist das Wappen des Erzstiftes Magdeburg, die Zichorienblüte (Gemeine Wegwarte (Cichorium intybus)) deutet auf den hier stark betriebenen Anbau dieser Feldfrucht hin.
Das Wappen wurde von dem Magdeburger Staatsarchivrat Otto Korn gestaltet.

## Kultur und Sehenswürdigkeiten

### Gedenkstätten

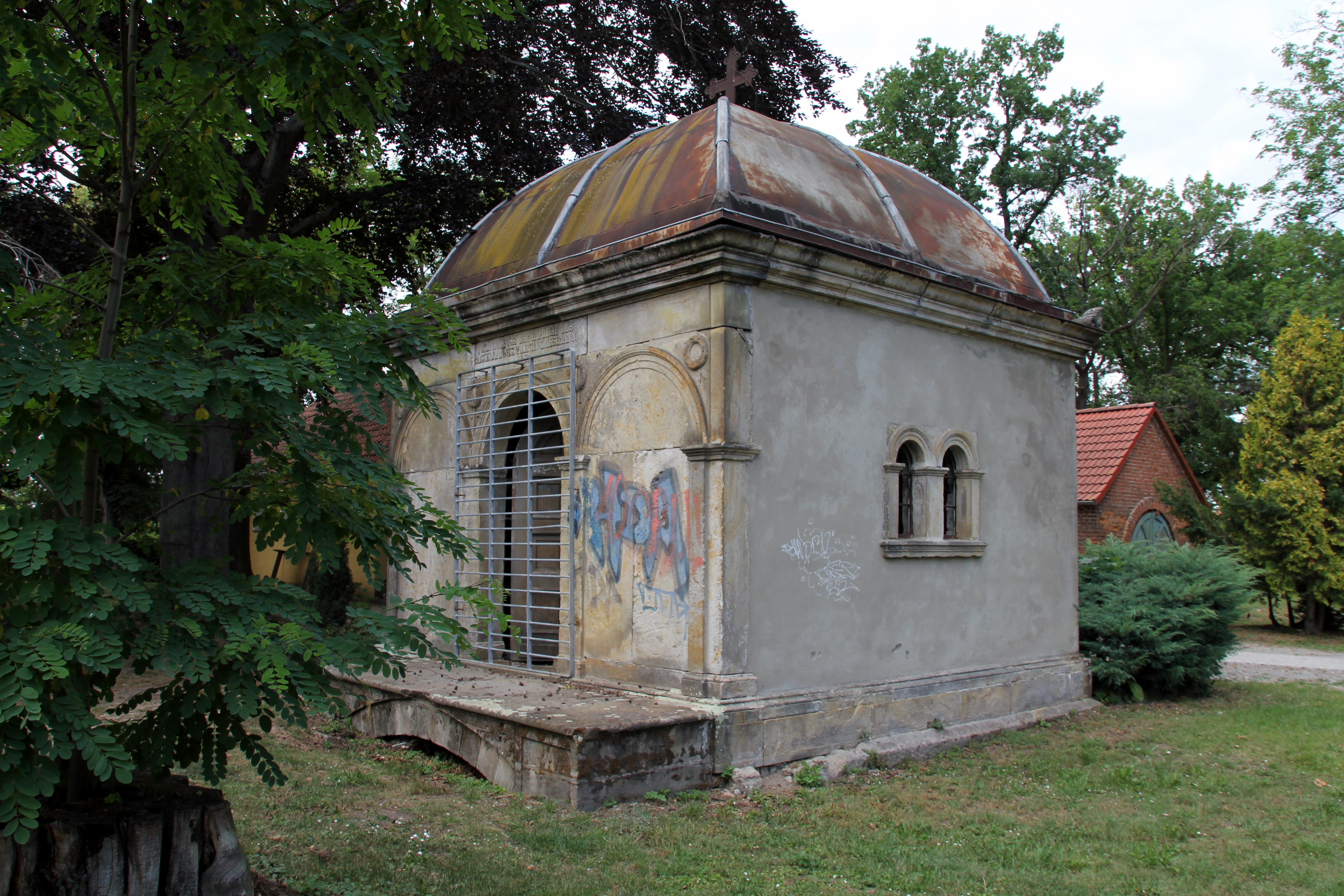
Mausoleum auf dem Friedhof

Grabstätten auf dem Ortsfriedhof für zwei namentlich bekannte Polen, die während des Zweiten Weltkrieges nach Deutschland verschleppt und Opfer von Zwangsarbeit wurden.

### Bildung
In der Ortschaft befinden sich aktuell drei Kindertagesstätten, wobei eine davon 2023 durch einen Neubau ersetzt werden soll. Weiterhin gibt es eine Grundschule sowie Ganztags-Sekundarschule mit angrenzender multifunktionalen „Wartberg-Sporthalle“.

### Kultur

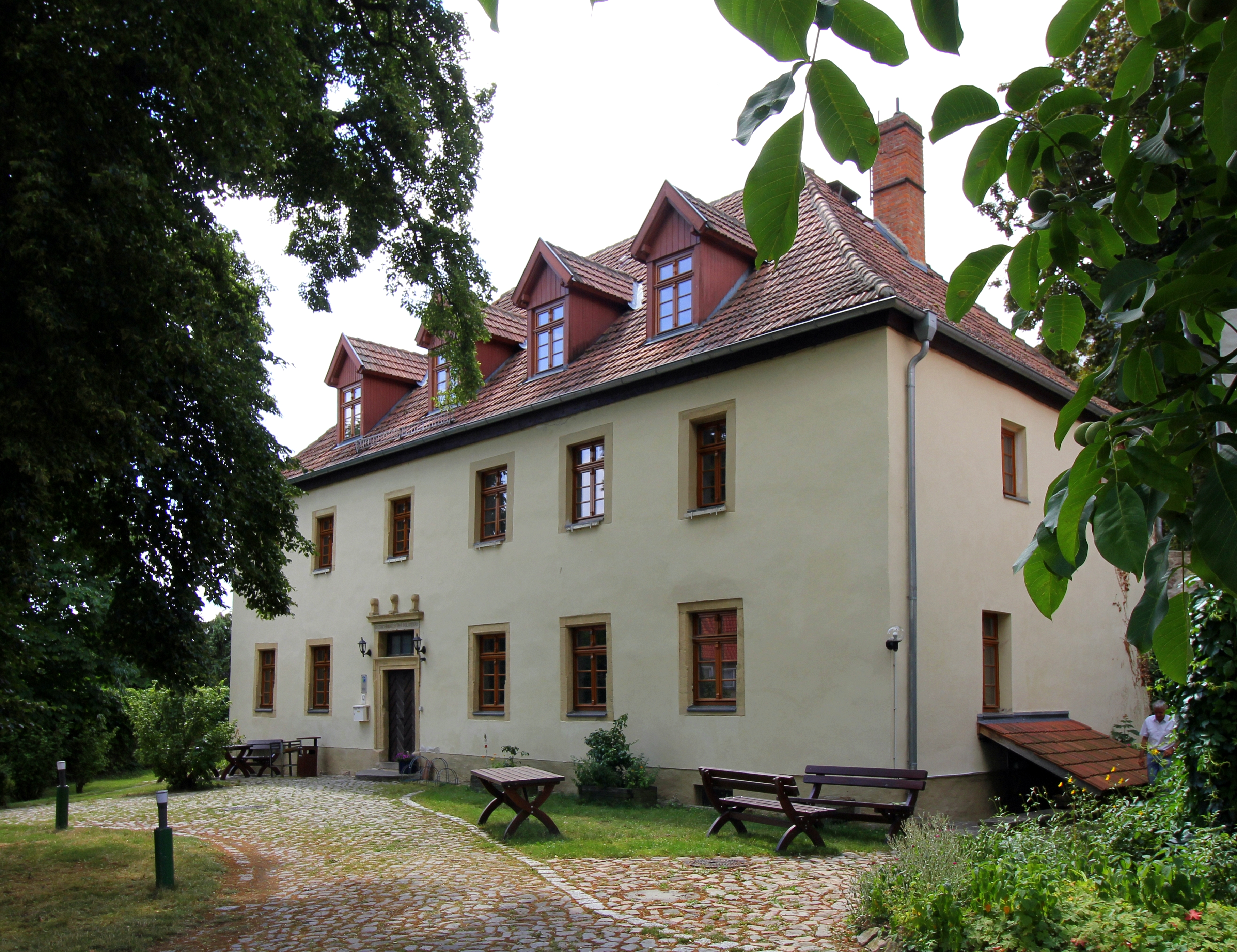
Mauritiushaus

1988 wurde in Niederndodeleben in einem ehemaligen Pfarrhaus das Mauritiushaus als ökumenische Begegnungs- und Bildungsstätte der evangelischen Kirche gegründet. Sein erster Leiter war Pfarrer Markus Meckel, welcher das Mauritiushaus verließ, als er zum letzten Außenminister der DDR ernannt wurde. Die ältesten Teile des Mauritiushauses sind aus dem Jahr 1421, eine Erweiterung folgte 1695. Nachdem Niederndodeleben ein neues Pfarrhaus bekommen hatte, verfiel das alte Pfarrhaus, bis es als Mauritiushaus wieder hergerichtet wurde. Der Verein Mauritiushaus Niederndodeleben e. V. ist heute Träger des Mauritiushauses.

### Vereine
Wie in allen Dörfern der Gemeinde Hohe Börde spielt auch hier das Vereinsleben eine große Rolle für die Einwohner. Der größte Verein ist der Sportverein TSV Niederndodeleben mit knapp 550 Mitgliedern, welcher die Sportarten Fußball und Handball als Hauptsportarten anbietet. Es gibt insgesamt 20 Vereine in der Ortschaft (Stand 2023).

## Verkehr

### Straßenverkehr
Durch Niederndodeleben verläuft die Landesstraße 49 von Dreileben nach Magdeburg. Weitere in der Gemarkung von Niederndodeleben gelegene Verkehrswege sind die Bundesstraße 1 von Helmstedt nach Magdeburg, die Bundesautobahn 2 von Hannover nach Berlin und die Bundesautobahn 14 von Dahlenwarsleben nach Leipzig. In der Gemarkung liegen zudem das Kreuz Magdeburg (A 2/A 14) und die Anschlussstelle Magdeburg-Stadtfeld an der A 14.

### Eisenbahn
Südlich des Ortes verläuft die Bahnstrecke Magdeburg–Braunschweig, an der Niederndodeleben einen Haltepunkt hat. Es verkehren Regionalbahnen der Linie RB40 von Burg (b Magdeburg) nach Braunschweig.

## Persönlichkeiten
- Johann Wilhelm Petersen (1649–1727), evangelischer Theologe
- Friedrich Hermann Otto Danneil (1826–1908), Kultur- und Kirchenhistoriker, war Pfarrer in Niederndodeleben
- Heinrich Danneil (1872–1942), evangelischer Theologe
- Matti Arnold (2005-jetzt), Wasserball-Bundesligaspieler beim OSC Potsdam (Potsdam Orcas)